# 小行星27947
小行星27947（27947 Emilemathieu）是一颗绕太阳运转的小行星，为主小行星带小行星。该小行星于1997年7月9日发现。

## 轨道参数
小行星27947的轨道半长轴为2.4279173 UA，离心率为0.053。